# Comté de Derby-West Kimberley
Le Comté de Derby-West Kimberley est une zone d'administration locale fondée en 1884 dans le nord de l'Australie-Occidentale en Australie à environ 2330 km par la Great Northern Highway au nord-est de Perth. 
La majorité de la population habite Derby ou Fitzroy Crossing 
L'économie du comté est basée sur l'élevage de moutons et de bovins, la pêche et le tourisme.
Le comté est divisé en un certain nombre de localités:
- Cockatoo Island
- Camballin
- Derby
- Looma
- Fitzroy Crossing
- Noonkanbah (communauté aborigène Yungngora)

Le comté a 9 conseillers locaux et n'est pas découpé en circonscriptions.